# 岐阜県道349号菅刈今渡線
岐阜県道349号菅刈今渡線（ぎふけんどう349ごう すげかりいまわたりせん）は、岐阜県可児市内を通る一般県道である。

## 概要
岐阜県道122号御嵩犬山線菅刈交差点から同市内の岐阜県道84号土岐可児線今渡神明交差点に至る道路（県道）である。途中までは国道41号に沿っている。

### 路線データ
- 起点：岐阜県可児市菅刈　菅刈交差点（岐阜県道122号・愛知県道186号御嵩犬山線交点）
- 終点：岐阜県可児市今渡　今渡神明交差点（岐阜県道84号土岐可児線交点）

## 通過する自治体
- 岐阜県
  - 可児市

## 接続・交差する道路
- 岐阜県道122号御嵩犬山線
- 国道41号
- 岐阜県道361号可児川停車場日本ライン公園線
- 岐阜県道84号土岐可児線

## 沿線施設
- 可児市立土田小学校
- カヤバ 岐阜北工場